# 甄阜
甄 阜（しん ふ、? - 23年）は、中国の前漢末期から新代の武将・政治家。

## 事跡
| 姓名         | 甄阜                          |
| 時代         | 前漢時代 - 新代               |
| 生没年       | ? - 23年（地皇4年）           |
| 字・別号     | 〔不詳〕                      |
| 出身地       | 〔不詳〕                      |
| 職官         | 副校尉〔前漢〕→前隊大夫〔新〕 |
| 爵位・号等   | -                             |
| 陣営・所属等 | 平帝→孺子嬰→王莽              |
| 家族・一族   | 〔不詳〕                      |

王莽配下の人物。最初は匈奴との外交事務に関与していた模様である。まず、中郎将韓隆を長とする匈奴への使節団に、甄阜は副校尉として加わり、次いで中郎将王駿を長とする使節団にも同じ肩書で加わっている。新が創設された後の始建国元年（9年）にも、甄阜は五威将王駿を長とする匈奴への使節団に参加した。
その後、時期は不明だが、甄阜は前隊大夫（新制の南陽太守）に任命され、地皇年間において反新勢力の摘発・鎮圧に従事した。李通が反新活動に参加したことから、宛の名家である李氏一族を尽く処刑したり、反新軍に敗北して棘陽（南陽郡）から撤退した県長岑彭の母を拘束したりするなど、苛烈にして強迫的な手法が目立つ。地皇3年（22年）末、宛を目指して進軍してきた劉縯・王匡らの反新軍を、属正（新制の都尉）梁丘賜と共に小長安聚（南陽郡育陽県）で迎撃した。甄阜はこれに勝利し、さらに劉縯の一族数十人も殺害している。
地皇4年（23年）1月、甄阜・梁丘賜は、勢いに乗って南へ向けて追撃する。甄阜らは輜重を藍郷（南陽郡棘陽県）に留め、10万の精兵を率いて黄淳水を渡り、沘水に臨んで両川の間に宿営し、後方の橋を壊して背水の陣を敷いた。しかし劉縯は、王常率いる下江軍を味方に引き入れ、反撃に転じる。別働隊に藍郷の輜重を奪わせた上で、劉縯らは甄阜・梁丘賜軍に総攻撃を仕掛けた。逃げ場を失っていた甄阜・梁丘賜軍は、次々と黄淳水に落ち込んで2万人余りの死者を出し、甄阜・梁丘賜も混乱の中で戦死したとされる。